# Limenitis hainensis
Limenitis hainensis är en fjärilsart som beskrevs av Chun 1929. Limenitis hainensis ingår i släktet Limenitis och familjen praktfjärilar. Inga underarter finns listade i Catalogue of Life.